# 小休·德斯潘塞
休·勒·德斯潘塞，第一代德斯潘塞男爵（英語：Hugh Despenser the Younger/Hugh Despenser, 1st Baron Despenser，1286年5月1日—1326年11月24日），英国的宫内大臣，老休·德斯潘塞的儿子，英国国王爱德华二世的宠臣。